# (13423) Bobwoolley
(13423) Bobwoolley est un astéroïde de la ceinture principale.

## Description
(13423) Bobwoolley est un astéroïde de la ceinture principale. Il fut découvert le 13 novembre 1999 à Fountain Hills (Arizona) par Charles W. Juels. Il présente une orbite caractérisée par un demi-grand axe de 2,75 UA, une excentricité de 0,07 et une inclinaison de 4,0° par rapport à l'écliptique.

## Compléments